# ماتیس بولی
ماتیس بولی (انگلیسی: Mathis Bolly؛ زاده ۱۴ نوامبر ۱۹۹۰) یک بازیکن فوتبال اهل نروژ است.
وی همچنین در تیم‌های ملی فوتبال ساحل عاج ساحل عاج بازی کرده‌است.